# Eulecanium kunmingi
Eulecanium kunmingi är en insektsart som först beskrevs av Ferris 1950.  Eulecanium kunmingi ingår i släktet Eulecanium och familjen skålsköldlöss. Inga underarter finns listade i Catalogue of Life.